# 中院通村
中院 通村（なかのいん みちむら）は、江戸時代前期の公卿・歌人。権中納言・中院通勝の子。官位は正二位・内大臣。後水尾天皇の第一の側近で、反幕府派の公卿。最終官職の唐名から中院内府とも呼ばれる。

## 経歴
慶長5年（1600年）に13歳で叙爵。右近衛中将や参議などを経て、元和3年（1617年）1月に正三位・権中納言に進む。ついで元和6年（1620年）閏12月従二位に昇叙し、元和9年（1623年）10月武家伝奏に補され、寛永6年（1629年）11月に権大納言に昇った。後水尾天皇の信任が厚く、たびたび江戸に下っては朝幕間の斡旋に努めたが、同年11月、天皇が突如興子内親王に譲位すると、この謀議を関知しながら武家伝奏として幕府に報告しなかったとの理由で、寛永7年（1630年）武家伝奏を罷免された。そして、寛永12年（1635年）3月に江戸へ召されて寛永寺に幽閉されたが、天海の請によって赦免されて帰京。正保4年（1647年）7月には内大臣となるが、まもなくこれを辞し、承応2年（1653年）2月29日に薨去した。享年66。
古今伝授を受けた歌人として評価が高く、天皇御製の添削を命じられたほどであった。家集『後十輪院内府詠藻』には、1600余首が収められる。また、父の通勝の源氏学を継承し、天皇や中和門院などに対してしばしば『源氏物語』の進講を行っている。世尊寺流の能書家としても著名で、絵画などにも造詣を見せる教養人であった。日記に『中院通村日記』がある。

## 逸話
- 第3代将軍・徳川家光に古今伝授を所望されたが、これを断ったという硬骨漢である。
- 後水尾天皇の譲位を幕府に報告しなかった理由について、京都所司代の板倉重宗から問われた通村は「洩らすな」との勅命があったことを告白。これに対し重宗は「内々に知らせるべきであった」としたが、通村は「勅命に背いて君臣仁義を破り、人に内応する者がありましょうか。もしそなたが、関東から都の人に知らせるなと聞かれましたら、そなたも洩らしはなさるまい。我らは天子の臣でござる。関東の臣ではござらぬ」と答えた。これには重宗も言葉がなかったという。

## 略譜
| 和暦     | 西暦   | 月日       | 事柄                                                       |
| -------- | ------ | ---------- | ---------------------------------------------------------- |
| 天正16年 | 1588年 | 1月26日    | 生誕。                                                     |
| 慶長5年  | 1600年 | 5月10日    | 叙爵。通貫から通村に改名。                                 |
| 慶長5年  | 1600年 | 12月27日   | 侍従に任官。                                               |
| 慶長5年  | 1600年 | 12月28日   | 元服、禁色昇殿。                                           |
| 慶長6年  | 1601年 | 3月20日    | 加賀介を兼任。                                             |
| 慶長7年  | 1602年 | 1月6日     | 従五位上に昇叙。                                           |
| 慶長12年 | 1607年 | 1月6日     | 正五位下に昇叙。                                           |
| 慶長13年 | 1608年 | 1月6日     | 従四位下。侍従如元。                                       |
| 慶長14年 | 1609年 | 1月11日    | 左近衛少将に遷任。                                         |
| 慶長16年 | 1611年 | 12月30日   | 従四位上に昇叙。                                           |
| 慶長18年 | 1613年 | 1月6日     | 正四位下に昇叙。                                           |
| 慶長18年 | 1613年 | 1月12日    | 右近衛中将に転任。                                         |
| 慶長19年 | 1614年 | 12月29日   | 参議に補任。                                               |
| 慶長20年 | 1615年 | 1月5日     | 従三位に昇叙。                                             |
| 元和3年  | 1617年 | 1月5日     | 正三位に昇叙。                                             |
| 元和3年  | 1617年 | 1月11日    | 権中納言に転任。                                           |
| 元和6年  | 1620年 | 8月16日    | 土御門泰重と共に『立后次第』の撰定を命じられる。           |
| 元和6年  | 1620年 | 閏12月28日 | 従二位に昇叙。                                             |
| 元和9年  | 1623年 | 10月28日   | 武家伝奏に補任。これ以降、たびたび江戸に下向。             |
| 寛永元年 | 1624年 | 11月28日   | 中宮権大夫を兼任（中宮は徳川和子）。                       |
| 寛永6年  | 1629年 | 11月2日    | 権大納言に転任。中宮権大夫如元。                           |
| 寛永6年  | 1629年 | 11月9日    | 中宮権大夫を辞任（前日の後水尾天皇譲位に伴う中宮職廃止）。 |
| 寛永7年  | 1630年 | 9月15日    | 謀議参画の罪で武家伝奏を罷免される。                       |
| 寛永8年  | 1631年 | 12月11日   | 正二位に昇叙。                                             |
| 寛永12年 | 1635年 | 3月        | 子の通純と共に江戸に召し出され、寛永寺に幽閉される。       |
| 寛永12年 | 1635年 | 10月2日    | 天海の願いで赦免され、帰京。                               |
| 寛永19年 | 1642年 | 12月22日   | 権大納言を辞任。                                           |
| 正保4年  | 1647年 | 7月28日    | 内大臣に転任。                                             |
| 正保4年  | 1647年 | 11月18日   | 内大臣を辞任。                                             |
| 承応2年  | 1653年 | 2月29日    | 薨去。享年66。廃朝3日。                                    |

## 代表的な歌
- 朝露も こぼさで匂ふ 花の上は 心おくべき 春風もなし
- あつからぬ ほどとぞいそぐ のる駒の あゆみの塵も 雨のしめりも
- 一夜あけて 四方の草木の めもはるに うるふ時しる 雨の長閑さ
- いろどらぬ ただ一筆の すみがきを 都のをちに かすむ峰かな
- たれとなく 草の枕を かりそめに 行きあふ人も 旅はしたしき
- 春の夜の みじかき軒端 あけ初めて 梅が香しろき 園の朝風

## 系譜
- 父：中院通勝（1556-1610）
- 母：細川幽斎の養女 - 一色義次の娘
- 正室：瑞亭院 - 溝口秀勝の娘
  - 男子：中院通純（1612-1653）
- 継室：広橋兼勝の娘
- 生母不明の子女
  - 女子：清閑寺共綱室

## 登場作品
- 柳生一族の陰謀（関西テレビ、1978年、演：梅津栄）
- 大奥（関西テレビ、1983年、演：中吉卓郎）
- 風雲 柳生武芸帳（テレビ東京12時間超ワイドドラマ、1985年、演：成田三樹夫）
- 葵 徳川三代（NHK大河ドラマ、2000年、演：井川哲也）
- 柳生武芸帳（テレビ東京新春ワイド時代劇、2010年、演：京本政樹）